# Всемирная выставка (1958)
Всемирная выставка в Брюсселе 1958 года, также известная как Экспо 58 (нидерл. Brusselse Wereldtentoonstelling, фр. Exposition Universelle et Internationale de Bruxelles), проходила с 17 апреля по 19 октября 1958 года.
Этот смотр достижений стал первой крупной Всемирной выставкой после Второй мировой войны.

## Подготовка выставки

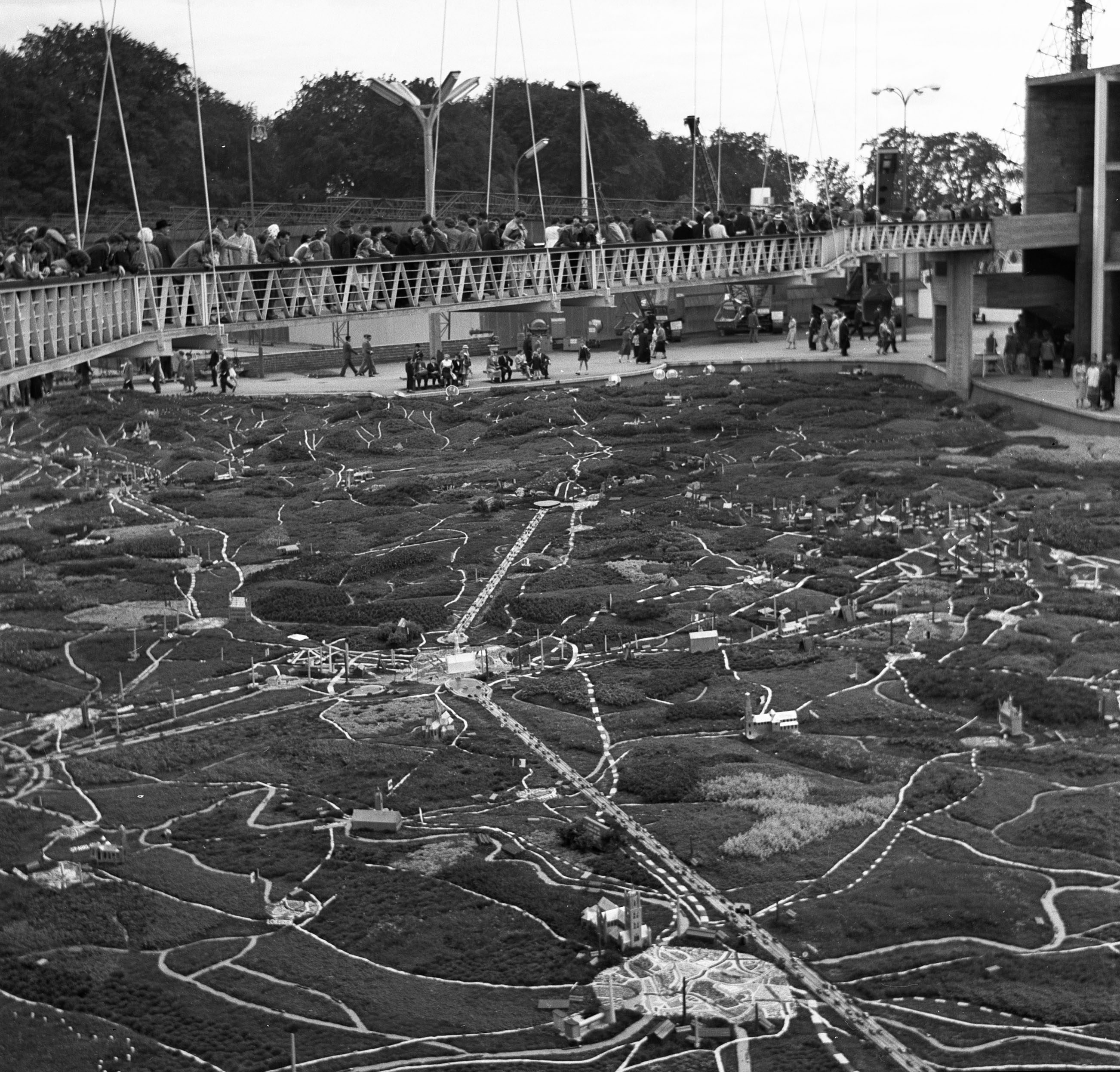
Посетители Экспо 58 идут по пешеходному мосту над рельефной картой Бельгии, расположенной перед входом в павильон (Июль 1958)

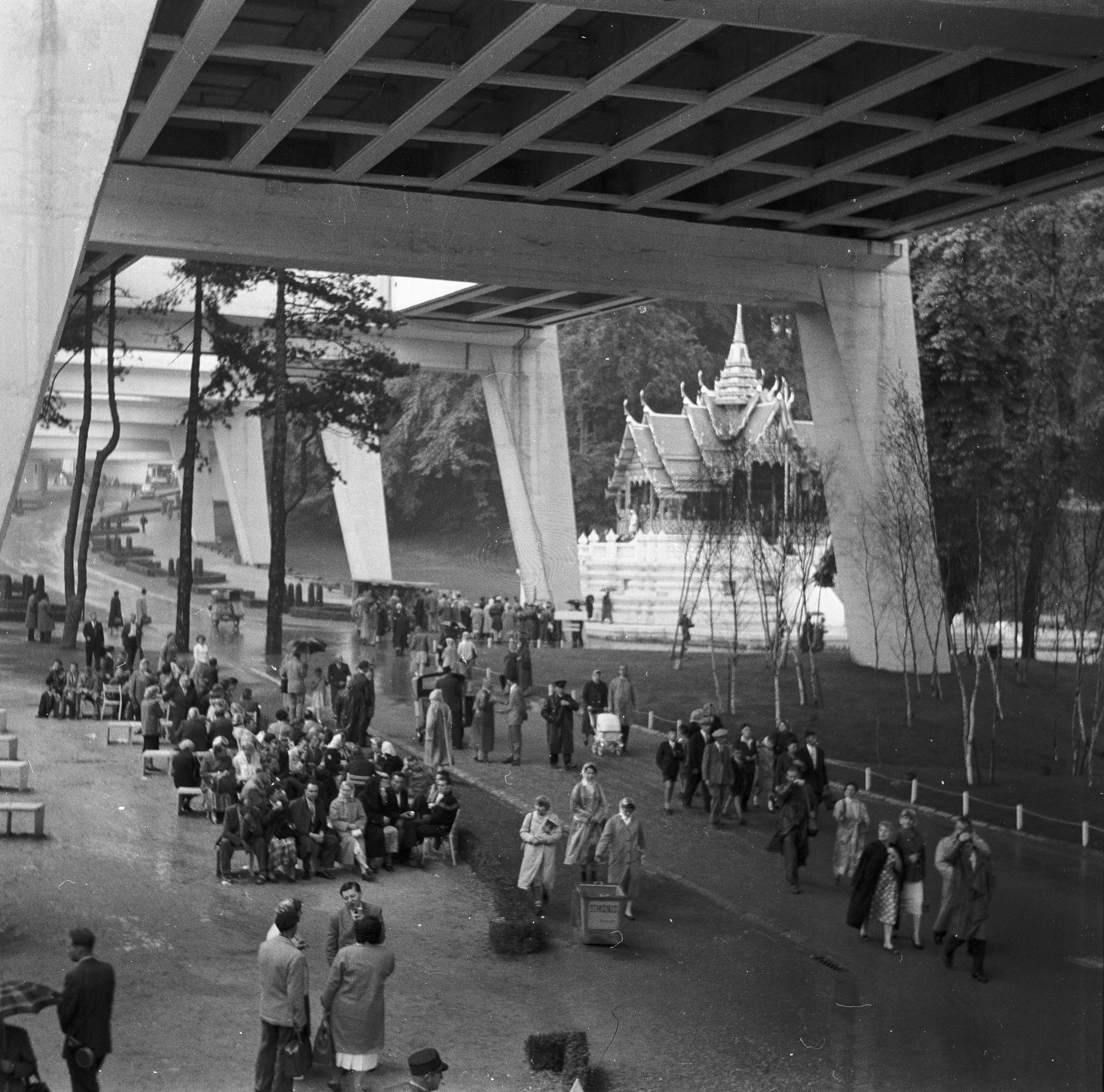
Площадка перед павильоном Таиланда

Всемирная выставка готовилась в течение трёх лет, строительством занимались около 15 тыс. рабочих.
Строительство проходило на площади 2 км², выделенном на плато Хейсель в 7 км северо-западнее центра Брюсселя.
Выставка частично проходила в павильонах выставки 1935 года, которая проходила в этом месте.
Чтобы провести выставку, бельгийское правительство было вынуждено привлечь средства, на которые планировалось проводить государственные праздники.
Начиная с 1855 года, каждые 25 лет широко праздновалась годовщина бельгийской революции — общенациональный день независимости.
Правительство Бельгии, возглавляемое премьер-министром Ахиллом ван Аккером отказалось от проведения праздников, использовав эти финансовые средства для строительства павильонов выставки.
Выставка 1958 года стала одиннадцатой бельгийской мировой выставкой и пятой, проведённой в Брюсселе: до этого они проводились в 1888, 1897, 1910 и 1935 годах.
После Экспо’58 Бельгия пока больше не проводила Всемирные выставки.

## Выставка

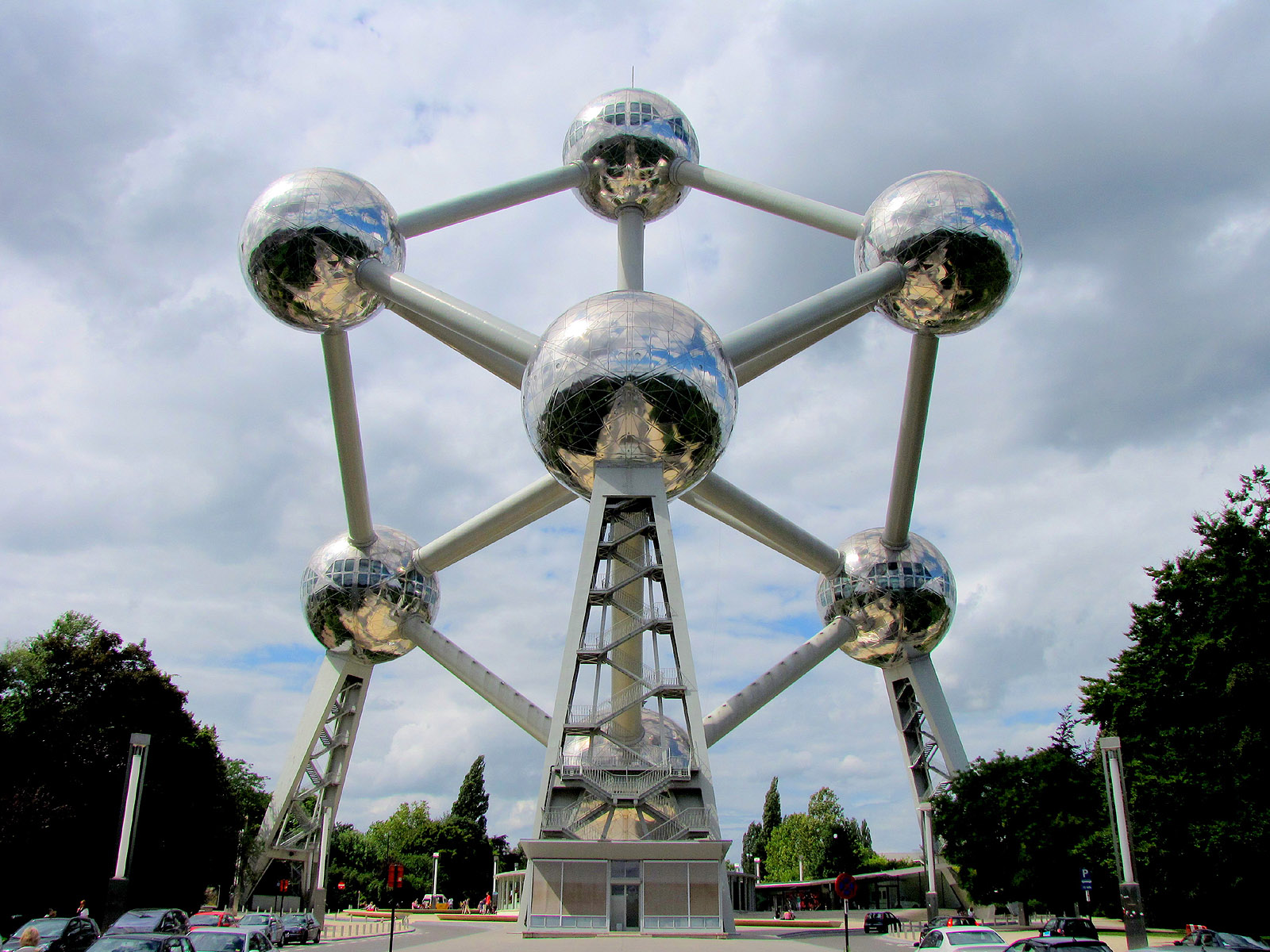
Атомиум

Это место в основном известно благодаря Атомиуму, гигантской модели элементарной ячейки кристалла железа (каждая сфера представляет атом). Более 41 миллиона посетителей побывали в этом месте. Он был открыт с призывом к миру во всем мире и социально-экономическому прогрессу. Атомиум — символ атомного века и мирного использования атомной энергии, был построен под руководством архитекторов Андре и Мишеля Полаков.

### Павильон Philips
Знаменитой частью выставки является павильон Philips, спроектированный офисом Ле Корбюзье. По заказу производителя электроники Philips павильон был спроектирован для проведения мультимедийного спектакля, посвящённого достижениям послевоенного технического прогресса. Поскольку Ле Корбюзье был занят планированием комплекса Капитолия Чандигарха, большая часть управления проектом была возложена на Яниса Ксенакиса, который был композитором-экспериментатором, и на стиль здания повлияла его собственная композиция «Метастазис». Железобетонный павильон представляет собой группу из девяти гиперболических параболоидов, его стены покрыты асбестом. «Электронная поэма» — 8-ми минутная музыкальная композиция, написанная Эдгаром Варезом специально для этого павильона, — воспроизводилась из 425 громкоговорителей, размещённых в определённых точках. Здание было снесено 30 января 1959 года.

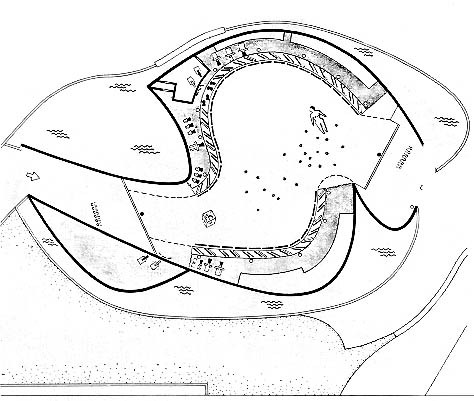
План павильона
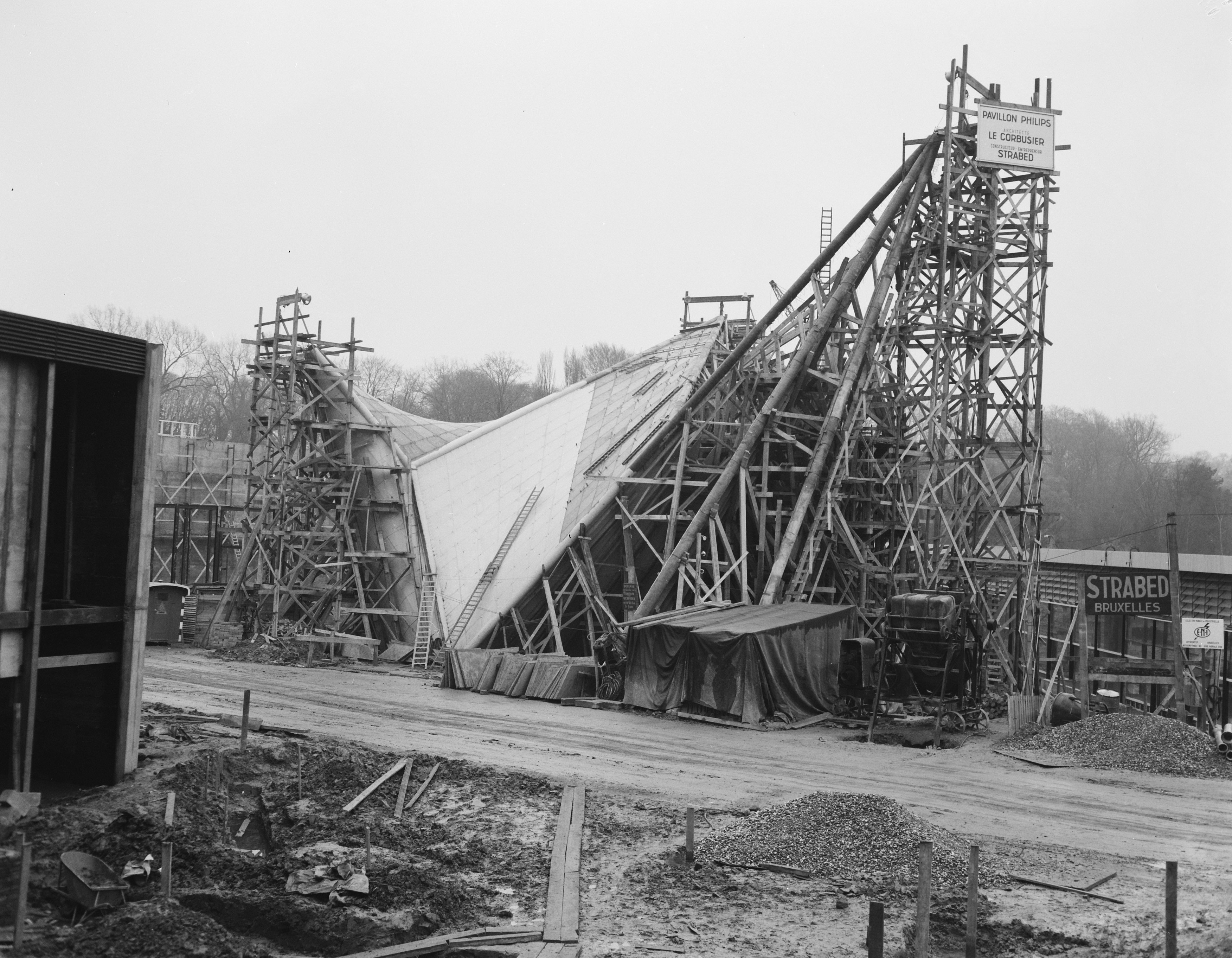
13 ноября 1957
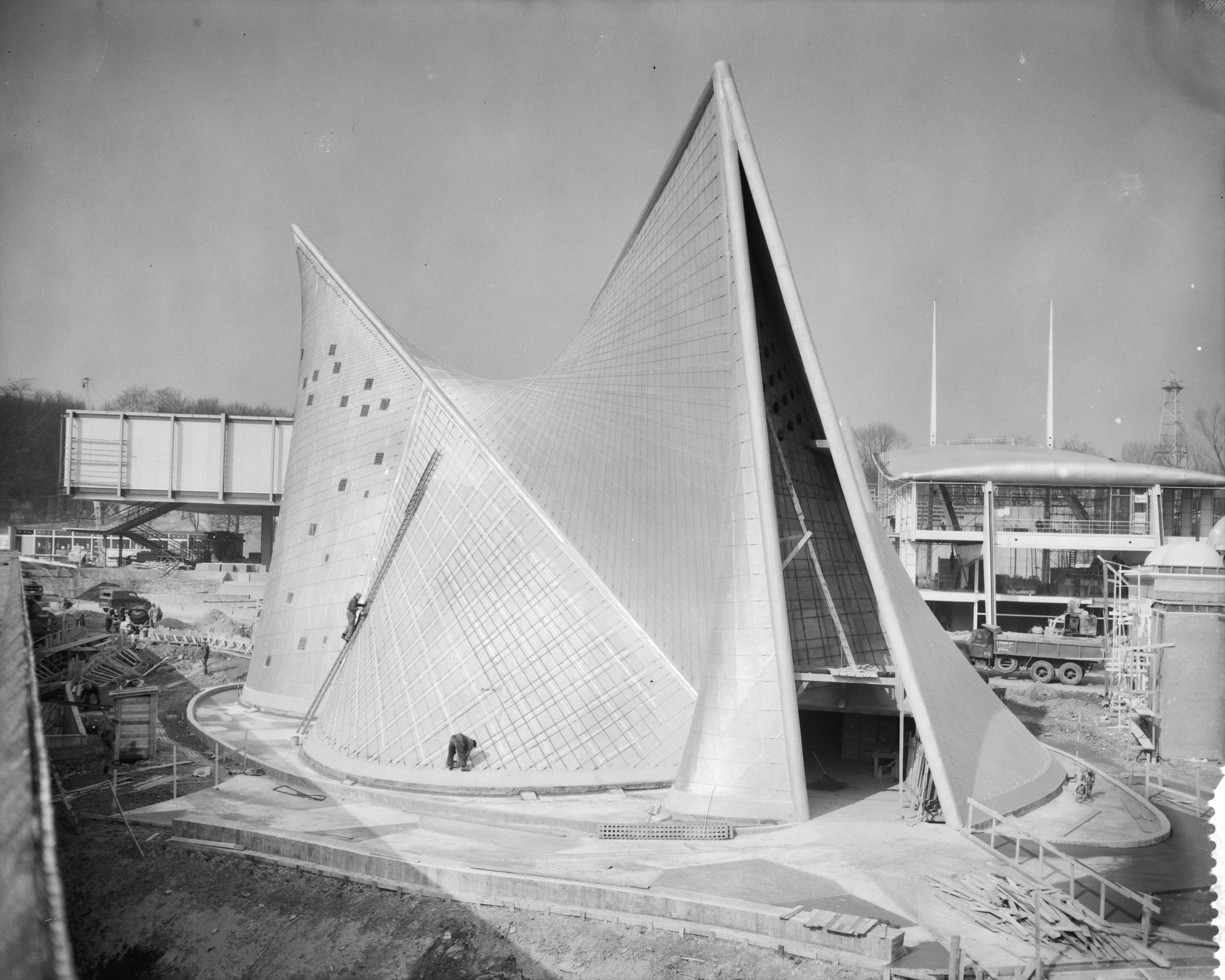
20 марта 1958
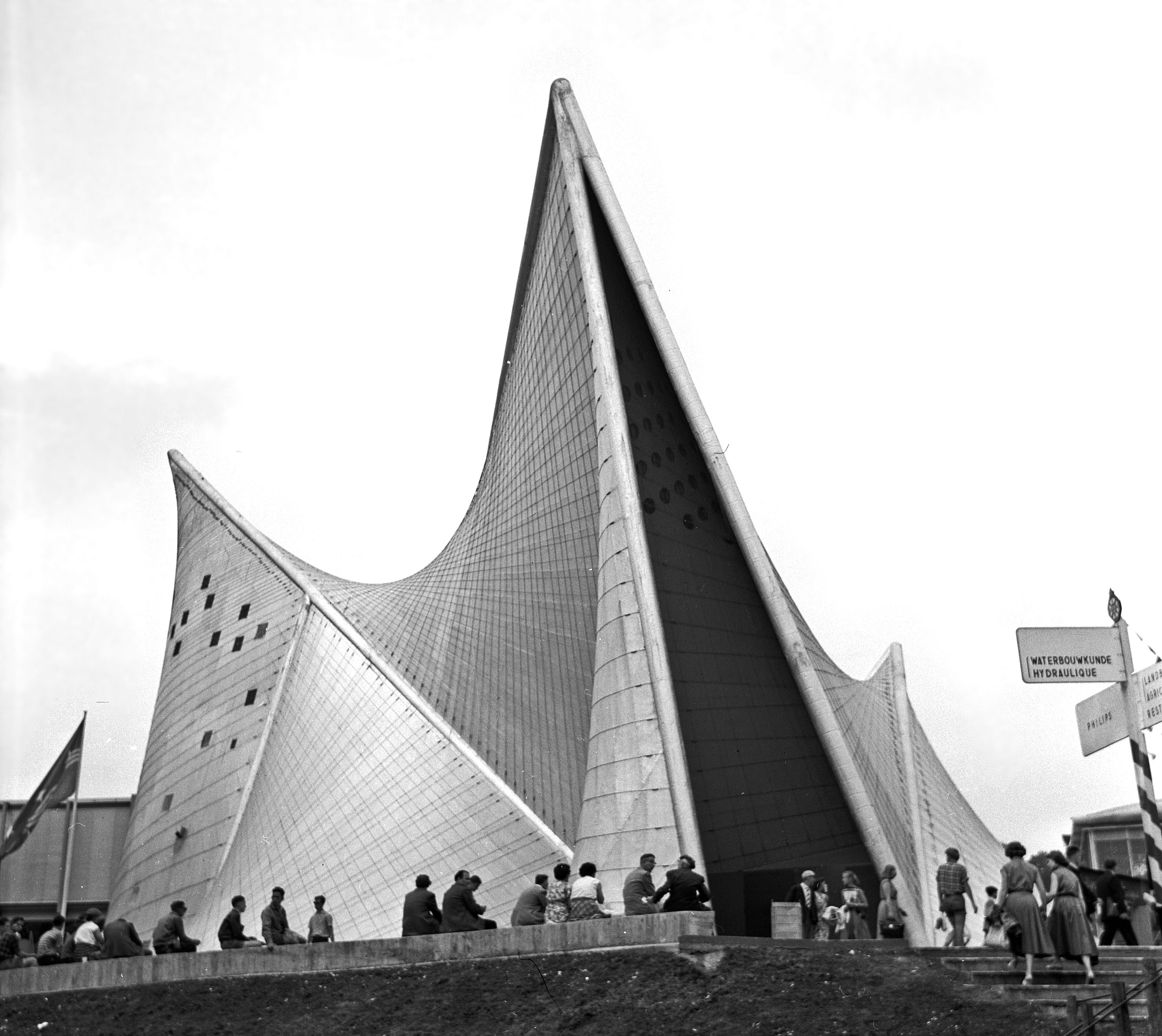
Июль 1958

### Человеческий зоопарк
Ещё одной выставкой в бельгийском павильоне стала Конголезская деревня, которую некоторые заклеймили как человеческий зоопарк.
Министерство колоний построило конголезскую выставку, намереваясь продемонстрировать «цивилизованность примитивных африканцев». Искусство коренных конголезцев было отвергнуто для демонстрации, поскольку министерство заявило, что оно «недостаточно конголезское». Вместо этого почти все выставленное искусство было создано европейцами в целенаправленно примитивном и подражательном стиле, а при входе на выставку был установлен бюст короля Леопольда II, под колониальным правлением которого погибли миллионы конголезцев. 700 конголезцев, отобранных для выставки Министерством, бельгийцы называли «évolués (эволюэ)» — это означало «эволюционировали», но их заставляли одеваться в «примитивную» одежду, а вооружённая охрана не позволяла им общаться с белыми бельгийцами, которые приходили на выставку. Экзотический характер выставки был оценён посетителями и международной прессой, бельгийская социалистическая газета Le Peuple похвалила изображение африканцев, заявив, что оно «полностью согласуется с исторической правдой». Однако в середине июля конголезцы выразили протест по поводу снисходительного отношения к ним со стороны зрителей и потребовали, чтобы их отправили домой, резко прекратив выставку и вызвав сострадание со стороны европейских газет.

## Государственные павильоны

### Австрия
Австрийский павильон был спроектирован австрийским архитектором Карлом Шванцером в стиле модернизма. Позже он был перенесён в Вену для размещения в нём музея 20-го века. В 2011 году павильон был вновь открыт под новым названием Бельведер 21. Он включал в себя модель австрийского детского сада, который одновременно служил дневным стационаром для сотрудников, Венской филармонией, играющей за стеклом, и моделью термоядерного реактора, который работал каждые 5 минут.

### Ватикан
Город-государство Ватикан был представлен на выставке своим павильоном, подготовленным в сотрудничестве с русскоязычным католическим издательством «Жизнь с Богом», принадлежавшем к Русскому апостолату, была устроена часовня византийского обряда и организованы ежедневные богослужения на церковно-славянском языке в русских традициях. Посетителям предлагались книги Нового Завета на русском языке. После завязавшегося знакомства с советскими гражданами начался проект Бельгийского комитета религиозной документации о Востоке по пересылке книг издательства на частные адреса в СССР.

### Чехословакия
Экспозиция «Один день в Чехословакии» была разработана Джиндричем Сантрой, который сотрудничал с художниками Иржи Трнкой, Антонином Кибалом, Станиславом Либенски и Яном Котиком. Архитекторами были Франтишек Кубр, Йозеф Хрубы и Зденек Покорны. Художественная раскрепощённость коллектива была обеспечена председателем правительственного комитета выставок Франтишеком Кахудой. Он поддержал знаменитое шоу Laterna Magika, а также технически уникальный полиэкран Йозефа Свободы. Чехословацкий павильон посетили 6 миллионов человек, он был официально удостоен награды за лучший павильон Экспо-58. Впоследствии павильон был перенесён в Прагу, ресторан работает с 2001 года как офисное помещение, основной павильон в другом месте разрушен в 1991 году пожаром.

### Мексика
Павильон был спроектирован архитектором Педро Рамиресом Васкесом. За него он был награждён Золотой Звездой выставки.

### Норвегия
Норвежский павильон был построен архитектором Сверре Феном. Это сооружение стало первым международным проектом знаменитого архитектора.

### Франция и Париж
Париж был представлен своим собственным павильоном, отдельным от французского.

### Великобритания
Павильон был создан дизайнером Джеймсом Гарднером, архитектором Говардом Лоббом и инженером Феликсом Самуэли.

### СССР

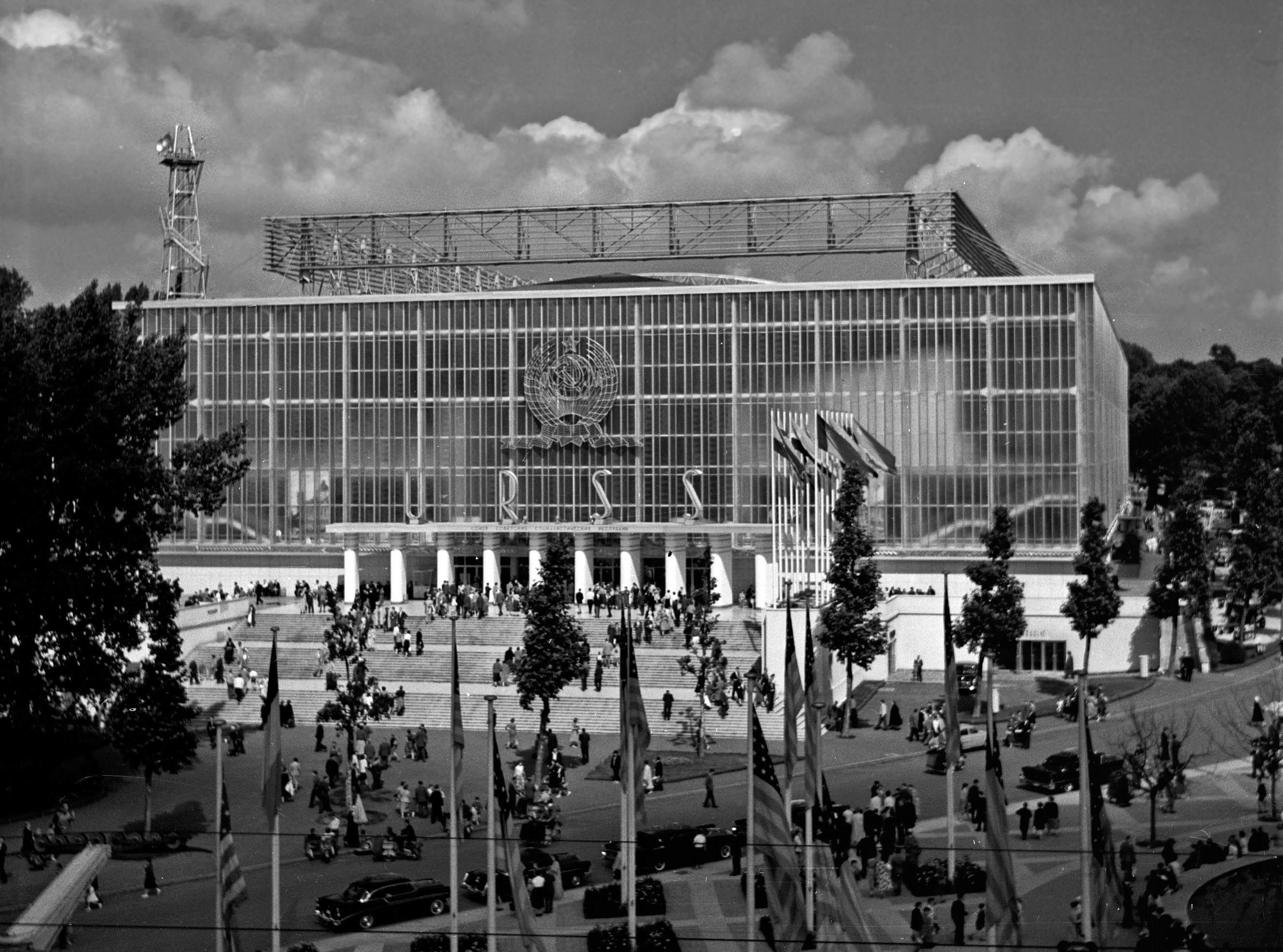
Советский павильон

Советский павильон представлял собой большое впечатляющее здание, которое было сложено и возвращено обратно в СССР после завершения выставки. В павильоне находилось факсимиле «Спутник-1», который затем таинственно исчез, в краже подозревали Соединённые Штаты Америки.. Также там располагался книжный магазин по продаже научно-технических книг на английском и других языках, изданных в Москве. На экспозиции были представлены модель первого атомного ледокола «Ленин», а также автомобили: ГАЗ-21 «Волга», ГАЗ-13 «Чайка», ЗИЛ-111, Москвич-407 и 423, грузовики ГАЗ-53 и МАЗ-525. Демонстрировались фотообъективы, выпускавшиеся в СССР, а также уникальный для того времени фотоаппарат «Комета». Советская экспозиция была удостоена Гран-При.
Павильон СССР был признан одним из лучших и за экспозицию в целом удостоен высшей награды — Золотой звезды. За создание экспозиции СССР  на Всемирной выставке в Брюсселе (Бельгия) 1958 года главный художник Константин Рождественский и главный архитектор Рудольф Кликс был удостоены правительственной награды Бельгии — ордена Леопольда II, присвоенного им королем Бельгии Бодуэном.

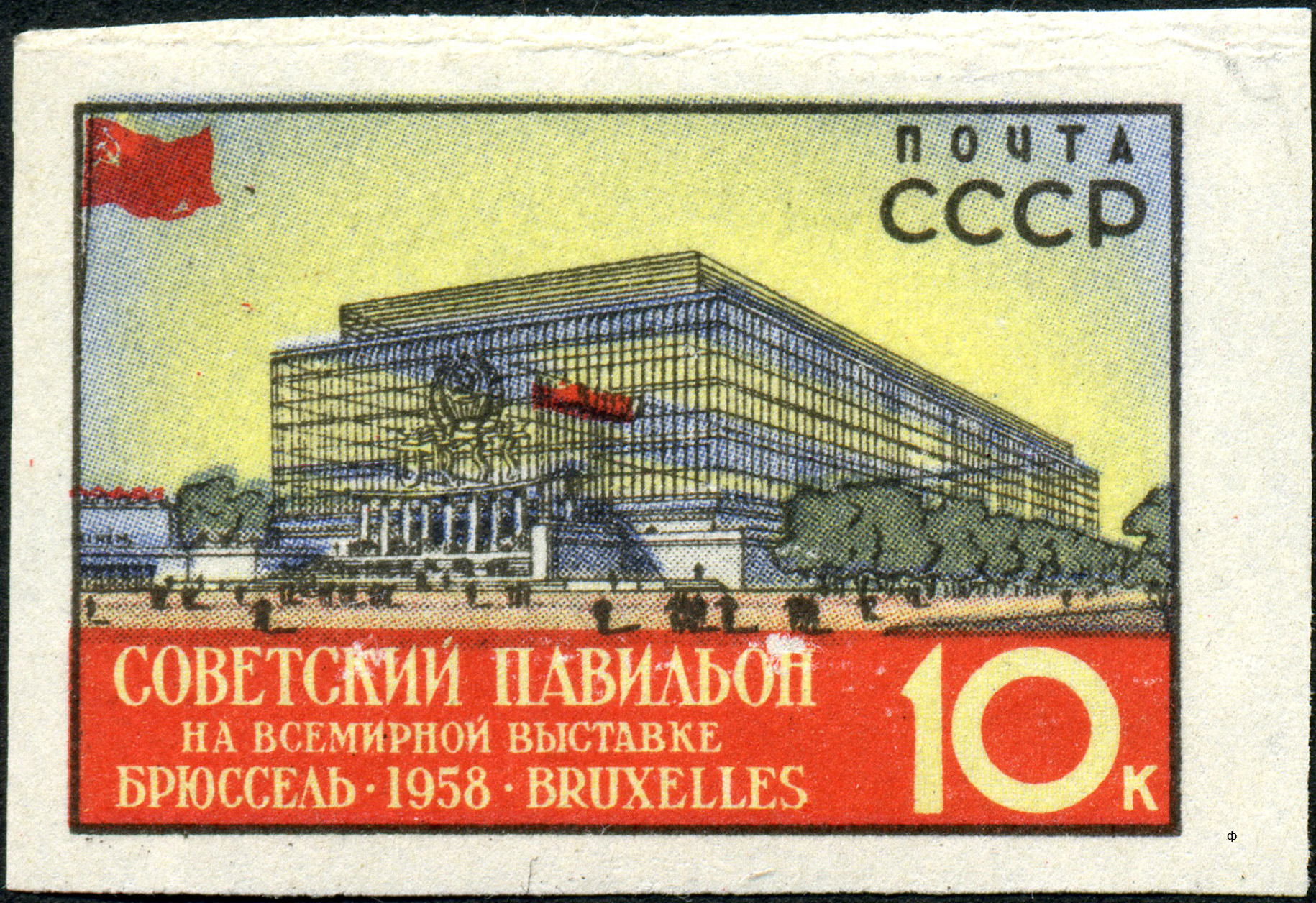
Советский павильон на почтовой марке СССР

Завод «Красное Сормово» по результатам выставки был награждён Большой золотой медалью за создание первых в мире пассажирского теплохода на подводных крыльях «Ракета» и пассажирского катера на подводных крыльях «Волга».
Золотую медаль выставки получил график Владимир Андреевич Фаворский. Также золотую медаль выставки получил художник Александр Дейнека по совокупности представленных работ, среди которых была «Эстафета по кольцу „Б“». В числе экспонируемых работ были представлены полотна Иззата Назаровича Клычева «Портрет китайского художника Ци Му-дуна» и «За лучшую долю».
Модель Красноярского речного вокзала (архитектор — Александр Николаевич Голубев) получила серебряную медаль и Почётную грамоту.
Кроме того ЦНИИЧМ предоставил модель УНРС

### США
Павильон был довольно просторным и включал в себя показ мод с моделями, спускающимися по большой винтовой лестнице, электронный компьютер, демонстрирующий знание истории, и студию цветного телевидения за стеклом. Он также служил концертной площадкой для выступления Симфонического оркестра Седьмой армии под руководством Эдварда Ли Аллей. Он был спроектирован архитектором Эдвардом Дареллом Стоуном.

### Федеративная Республика Германия
Западно-немецкий павильон был спроектирован архитекторами Эгоном Айерманном и Зипом Руф. Мировая пресса назвала его самым безукоризненным и изысканным павильоном выставки.

### Югославия
Павильон был спроектирован архитектором Венцеславом Рихтером, который изначально предложил подвесить всю конструкцию на гигантской вантовой мачте. Когда это оказалось слишком сложным, Рихтер разработал натяжную колонну, состоящую из шести стальных арок, поддерживаемых натянутым кабелем, которая стояла перед павильоном в качестве визуальной отметки и символизировала шесть входящих в состав Югославии республик. Наполненный модернистским искусством, павильон получил высокую оценку за элегантность и лёгкость, архитектор был награждён Орденом бельгийской Короны. После окончания выставки павильон был продан и перестроен в школу в бельгийском муниципалитете Вевелгем, где он все ещё находится.

## Случай с Реквиемом Моцарта
На витрине была представлена рукопись «Реквиема Моцарта». В какой-то момент кто-то смог получить доступ к рукописи, оторвав нижний правый угол предпоследней страницы (folio 99r/45r), содержащей слова «Quam olim d: C:». По состоянию на 2012 год преступник не был идентифицирован, и фрагмент не был восстановлен.